# Altamurana
L'Altamurana (ou Moscia delle Murge,) est une race de mouton domestique d'origine italienne, élevée essentiellement pour son lait dans le sud-est de l'Italie. La race est menacée d'extinction.

## Origine et distribution

La région des Pouilles, zone de présence de la race Altamurana.

L'Altamurana descend de moutons de race asiatique, peut-être d'origine syrienne. On le trouve dans les provinces de Bari et de Foggia qui se trouvent dans la région des Pouilles dans le sud-est de l'Italie,. Son nom vient de la ville d'Altamura, dans la région des Murge.

## Description
C'est un mouton blanc de taille moyenne. Il a parfois la tête et les pattes tachetées de noir. Le bélier atteint en moyenne 71 cm au garrot pour 53 kg. C'est un mouton à laine longue et grossière (de type Moscia en italien).

## Élevage et production
La race est adaptée aux sols arides et était élevée pour une production mixte de lait, laine et viande. De nos jours, elle est surtout connue pour sa production de lait.

## Sauvegarde
Le standard de la race existe depuis 1858. En 1963, ses effectifs sont estimés à près de 140 000 têtes et un registre généalogique est créé en 1972. En 1984, sa population est estimée à 190 000 têtes puis chute drastiquement pour tomber à 483 individus en 1994. Cette chute importante est due à sa faible productivité, ce qui pousse les éleveurs à se reporter sur d'autres races plus productives. La FAO a classé le statut de la race à l'état « critique mais maintenue ». Des efforts pour la conserver sont réalisés, comme le développement de l'agritourisme au sein du Parc national Alta Murgia. Mais ses effectifs restent bas et la race est menacée d'extinction.

#### Ouvrages
- (it) Daniele Bigi et Alessio Zanon, Atlante delle razze autoctone. Bovini, equini, ovicaprini, suini allevati in Italia, Bologne, Edagricole-New Business Media, 2008, 602 p. (ISBN 978-88-506-5259-4), p. 180-181
- (en) Valerie Porter, Lawrence Alderson, Stephen J.G. Hall et D. Phillip Sponenberg, Mason's World Encyclopedia of Livestock Breeds and Breeding, Wallingford, CABI, avril 2016, 1200 p. (ISBN 978-1-84593-466-8, BNF 45071728, lire en ligne), p. 737

#### Articles
- (en) Giovanni Martemucci, Daniela Iamartino, Michele Blasi, Maria Selvaggi et Angela Gabriella D'Alessandro, « Evaluation of genetic variability within PrP genotyped sheep of endangered Italian Altamurana breed », Preventive Veterinary Medicine, vol. 123,‎ 2 décembre 2015, p. 90-96 (DOI 10.1016/j.prevetmed.2015.11.014, lire en ligne)
- (en) A. della Malva, M. Albenzio, G. Annicchiarico, M. Caroprese, A. Muscioa, A. Santillo et R. Marino, « Relationship between slaughtering age, nutritional and organoleptic properties of Altamurana lamb meat », Small Ruminant Research,‎ février 2016, p. 39-45 (DOI 10.1016/j.smallrumres.2015.12.020, lire en ligne)